# Pine Lake (Georgia)
Pine Lake è una città degli Stati Uniti d'America, situata in Georgia, nella Contea di DeKalb.